# Pycnonotus jocosus
El bulbul orfeo (Pycnonotus jocosus) es una especie de ave paseriforme de la familia Pycnonotidae propia de la región indomalaya. Es nativo del sur de Asia, desde Pakistán hasta Indochina y el sur de China, aunque ha sido introducido en numerosas partes del mundo donde ha conseguido establecerse, como en Mauricio, Florida, California o Australia.

## Descripción

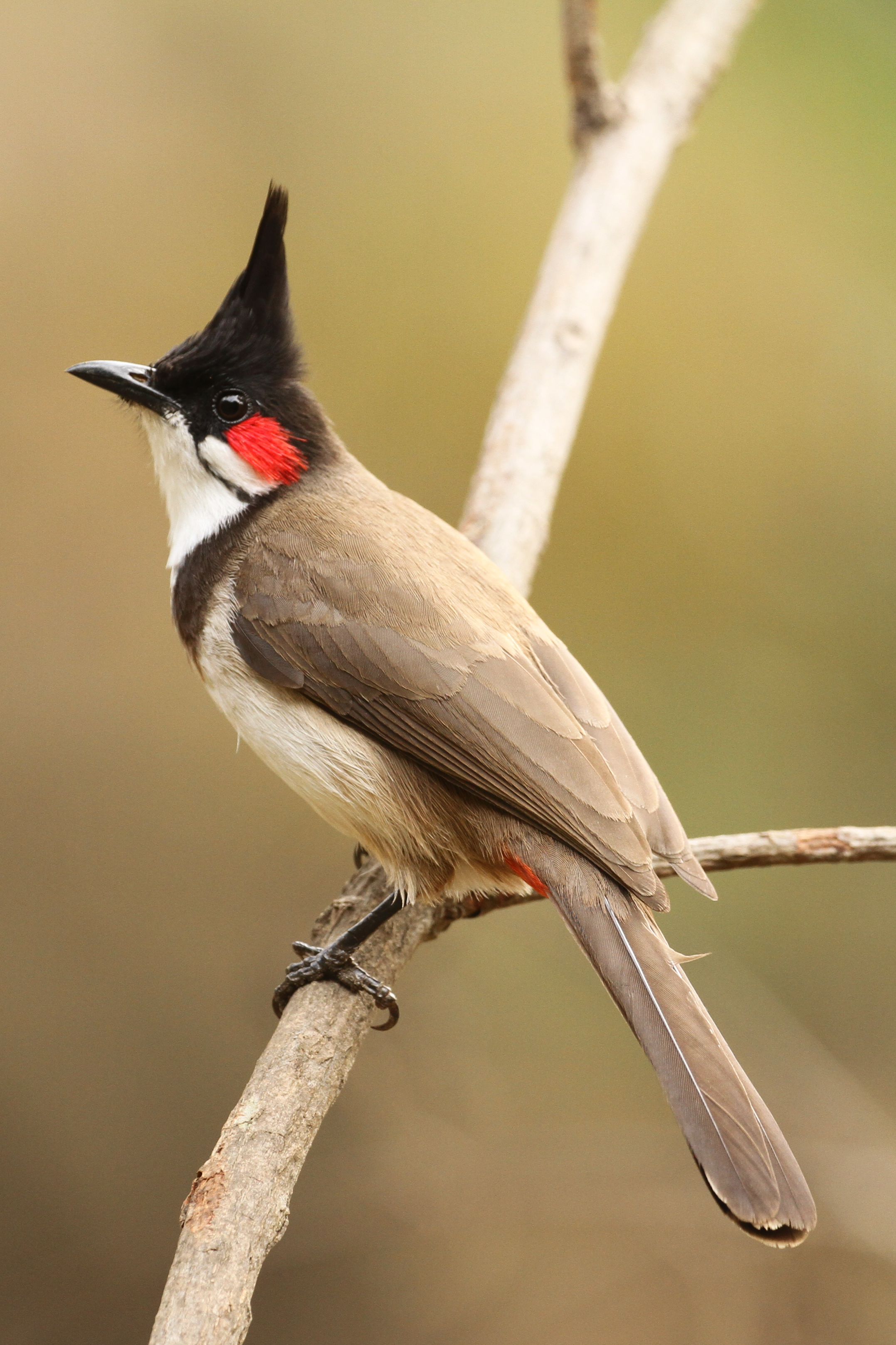
Se caracteriza por su penacho puntiagudo y su mancha roja sobre las mejillas blancas.

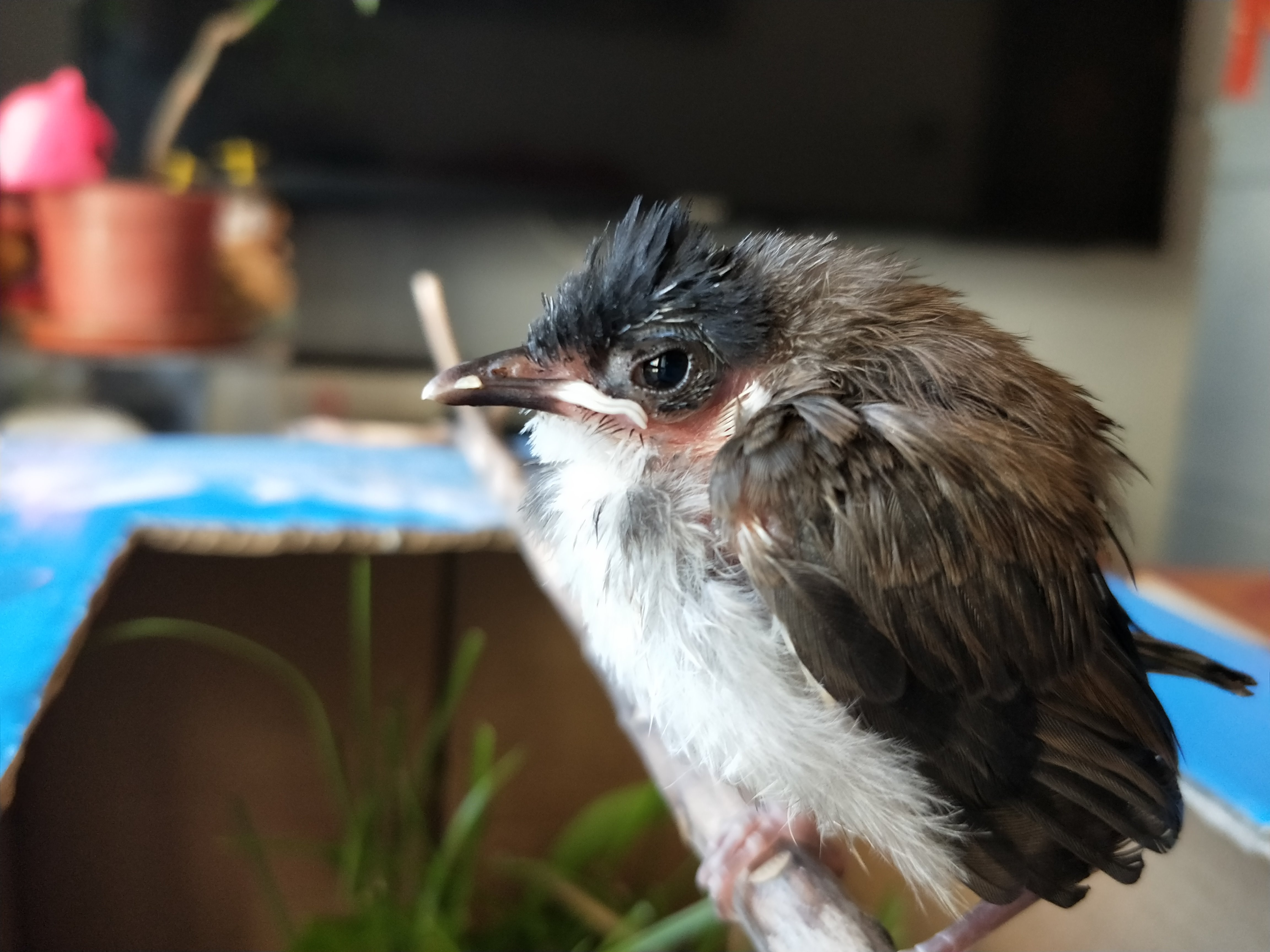
Un joven bulbul de bigote rojo (3 semanas de edad)

El bulbul orfeo mide alrededor de 20 cm de largo. El plumaje de las partes superiores de su cuerpo es pardo, mientras que las partes inferiores son blanquecinas y sus flancos anteados. Las partes su superiores de su cabeza son oscuras, y se prententa dos bandas también oscuras que recorren los laterales de su cuello, hombros llegando hasta el pecho. Se caracteriza por tener un largo penacho negro y puntiagudo en el píleo negruzcas. También presenta una mancha roja en la parte superior de sus mejillas, tras los ojos, y finas bigoteras negras que se curvan hacia atrás enmarcando sus mejillas blancas. También es blanca su garganta. Su cola es larga y parda con las puntas blancas, pero su zona subcaudal es roja. Los juveniles carecen de la mancha roja de las mejillas, y su zona subcaudal es naranja rojiza.

## Hábitat y comportamiento
Esta especie es común en linderos forestales, vegetación secundaria y jardines El ave trepa activamente por entre el follaje, en busca de frutos e insectos, emitiendo alegres gorjeos. Cría en parejas territoriales y forma bandadas laxas en invierno. Como ave de jaula ha sido introducida en el este de Australia, en Hawái y en algunas zonas de Estados Unidos.

## Subespecies
Se reconocen las siguientes subespecies:
- Pycnonotus jocosus abuensis
- Pycnonotus jocosus emeria
- Pycnonotus jocosus fuscicaudatus
- Pycnonotus jocosus hainanensis
- Pycnonotus jocosus jocosus
- Pycnonotus jocosus monticola
- Pycnonotus jocosus pattani
- Pycnonotus jocosus pyrrhotis
- Pycnonotus jocosus whistleri

## Especie invasora en España
Debido a su potencial colonizador y constituir una amenaza grave para las especies autóctonas, los hábitats o los ecosistemas, esta especie ha sido incluida en el Catálogo Español de Especies Exóticas Invasoras, regulado por el Real Decreto 630/2013, de 2 de agosto, estando prohibida en España su introducción en el medio natural, posesión, transporte, tráfico y comercio.